# Gmach Urzędu Miejskiego w Kole
Gmach Urzędu Miasta w Kole – nietynkowany, dwukondygnacyjny budynek w Kole. Pochodzi z II połowy XIX wieku. Położony pomiędzy kościołami, na terenie osiedla Stare Miasto.
7 maja 1991 roku został wpisany do rejestru zabytków.

## Historia
Budynek wybudowany został w 1883 roku między kościołem farnym Podwyższenia Krzyża Świętego i kościołem klasztornym Nawiedzenia NMP. Służył jako siedziba władz powiatu kolskiego oraz żandarmerii. W okresie zaborów w jednej z sal na piętrze urządzona była kaplica prawosławna, w której odbywały się nabożeństwa dla miejscowej ludności tego wyznania.
Po I wojnie światowej była to siedziba starostwa powiatu kolskiego i urzędu ziemskiego. W drugiej połowie XX wieku budynek zajmował Bank Spółdzielczy. W latach 1998–2001 przeprowadzono generalny remont, od 2001 roku jest siedzibą pięciu wydziałów Urzędu Miasta.